# Leptophlebiidae
Leptophlebiidae zijn een familie van haften (Ephemeroptera).

## Onderfamilies
- Atalophlebiinae
- Habrophlebiinae
- Leptophlebiinae

## Geslachten
- Acanthophlebia Towns, 1983
- Adenophlebia Eaton, 1881
- Adenophlebiodes Ulmer, 1924
- Amoa Peters & Peters, 2000
- Aprionyx Barnard, 1932
- Arachnocolus Towns & Peters, 1979
- Archethraulodes Pescador & Peters, 1982
- Askola Peters, 1969
- Atalomicria Harker, 1954
- Atalophlebia Eaton, 1881
- Atalophlebioides Phillips, 1930
- Atopophlebia Flowers, 1976
- Aupouriella Winterbourn, 2009
- Austroclima Towns & Peters, 1979
- Austronella Towns & Peters, 1996
- Austrophlebiodes Campbell & Suter, 1988
- Barba Grant & Peters, 1993
- Bessierus Thomas & Orth, 2000
- Bibulmena Dean, 1987
- Borinquena Traver, 1938
- Calliarcys Eaton, 1881
- Careospina Peters, 1971
- Castanophlebia Barnard, 1932
- Celiphlebia Peters & Peters, 1980
- Chiusanophlebia Uéno, 1969
- Choroterpes Eaton, 1881
- Choroterpides Ulmer, 1939
- Coula Peters & Peters, 1980
- Cryophlebia Towns & Peters, 1979
- Cryptopenella Gillies, 1951
- Dactylophlebia Pescador & Peters, 1980
- Deleatidium Eaton, 1899
- Demoulinellus Pescador & Peters, 1982
- Dipterophlebiodes Demoulin, 1954
- Ecuaphlebia Domínguez, 1988
- Edmundsula Sivaramakrishnan, 1985
- Euthraulus Barnard, 1932
- Farrodes Peters, 1971
- Fasciamirus Peters, Peters & Edmunds, 1990
- Fittkaulus Savage & Peters, 1978
- Fulleta Navás, 1930
- Fulletomimus Demoulin, 1956
- Garinjuga Campbell & Suter, 1988
- Gilliesia Peters & Edmunds, 1970
- Gonserellus Pescador, 1997
- Habroleptoides Schönemund, 1929
- Habrophlebia Eaton, 1881
- Habrophlebiodes Ulmer, 1920
- Hagenulodes Ulmer, 1920
- Hagenulopsis Ulmer, 1920
- Hagenulus Eaton, 1882
- Hapsiphlebia Peters & Edmunds, 1972
- Hermanella Needham & Murphy, 1924
- Hermanellopsis Demoulin, 1955
- Homothraulus Demoulin, 1955
- Hyalophlebia Demoulin, 1955
- Hydromastodon Polegatto & Batista, 2007
- Hydrosmilodon Flowers & Domínguez, 1992
- Hylister Domínguez & Flowers, 1989
- Indialis Peters & Edmunds, 1970
- Isca Gillies, 1951
- Isothraulus Towns & Peters, 1979
- Jappa Harker, 1954
- Kalbaybaria Campbell, 1993
- Kaninga Dean, 2000
- Kariona Peters & Peters, 1981
- Kilariodes Sartori & Derleth, 2010
- Kimminsula Peters & Edmunds, 1970
- Kirrara Harker, 1954
- Koornonga Campbell & Suter, 1988
- Kouma Peters, Peters & Edmunds, 1990
- Leentvaaria Demoulin, 1966
- Lepegenia Peters, Peters & Edmunds, 1978
- Lepeorus Peters, Peters & Edmunds, 1978
- Leptophlebia Westwood, 1840
- Lisetta Thomas & Dominique, 2005
- Loamaggalangta Dean, Forteath & Osborn, 1999
- Magallanella Pescador & Peters, 1980
- Magnilobus Grant & Peters, 1993
- Maheathraulus Peters, Gillies & Edmunds, 1964
- Manggabora Dean & Suter, 2004
- Marmenuera Dean, Forteath & Osborn, 2008
- Massartella Lestage, 1930
- Massartellopsis Demoulin, 1955
- Mauiulus Towns & Peters, 1979
- Megaglena Peters & Edmunds, 1970
- Meridialaris Peters & Edmunds, 1972
- Microphlebia Savage & Peters, 1983
- Miroculis Edmunds, 1963
- Miroculitus Savage & Peters, 1983
- Nathanella Demoulin, 1955
- Neboissophlebia Dean, 1988
- Needhamella Domínguez & Flowers, 1989
- Neochoroterpes Allen, 1974
- Neohagenulus Traver, 1938
- Neozephlebia Penniket, 1961
- Nesophlebia Peters & Edmunds, 1964
- Nonnullidens Grant & Peters, 1993
- Notachalcus Peters & Peters, 1981
- Notophlebia Peters & Edmunds, 1970
- Nousia Navás, 1918
- Nyungara Dean, 1987
- Oumas Peters & Peters, 2000
- Ounia Peters & Peters, 1981
- Papposa Peters & Peters, 1981
- Paraleptophlebia Lestage, 1917
- Paraluma Peters & Peters, 2000
- Paramaka Savage & Domínguez, 1992
- Peloracantha Peters & Peters, 1980
- Penaphebia Peters & Edmunds, 1972
- Perissophlebiodes Savage, 1983
- Petersophlebia Demoulin, 1973
- Petersula Sivaramakrishnan, 1984
- Polythelais Demoulin, 1973
- Poranga Gonçalves & Da-Silva, 2012
- Poya Peters & Peters, 1980
- Radima Ackers, Peters & Peters, 2003
- Rhigotopus Pescador & Peters, 1982
- Riekophlebia Christidis, 2009
- Secochela Pescador & Peters, 1982
- Segesta Siegloch & Polegatto, 2006
- Simothraulopsis Demoulin, 1966
- Simothraulus Ulmer, 1939
- Simulacala Peters, Peters & Edmunds, 1990
- Sulawesia Peters & Edmunds, 1990
- Sulu Grant & Peters, 1993
- Tenagophila Peters, Peters & Edmunds, 1994
- Tepakia Towns & Peters, 1996
- Terpides Demoulin, 1966
- Thraulodes Ulmer, 1920
- Thraulophlebia Demoulin, 1955
- Thraulus Eaton, 1881
- Tikuna Savage, Flowers & Porras, 2005
- Tillyardophlebia Dean, 1997
- Tindea Peters & Peters, 1980
- Traverella Edmunds, 1948
- Traverina Peters, 1971
- Ulmeritoides Traver, 1959
- Ulmeritus Traver, 1956
- Ulmerophlebia Demoulin, 1955
- Zephlebia Penniket, 1961

## In Nederland waargenomen soorten
- Genus: Habrophlebia
  - Habrophlebia fusca – Donkere driestaart
  - Habrophlebia lauta – Bonte driestaart
- Genus: Leptophlebia
  - Leptophlebia marginata – Bruintiphaft
  - Leptophlebia vespertina – Venhaft
- Genus: Paraleptophlebia
  - Paraleptophlebia cincta – Berookte haft
  - Paraleptophlebia submarginata – Middenvlekhaft